# Вуювка
Вуювка (пол. Wujówka) — село в Польщі, у гміні Ядув Воломінського повіту Мазовецького воєводства.
Населення — 166 осіб (2011).
У 1975-1998 роках село належало до Седлецького воєводства.

## Демографія
Демографічна структура станом на 31 березня 2011 року:
|          | Загалом | Допрацездатний вік | Працездатний вік | Постпрацездатний вік |
| -------- | ------- | ------------------ | ---------------- | -------------------- |
| Чоловіки | 86      | 11                 | 61               | 14                   |
| Жінки    | 80      | 22                 | 33               | 25                   |
| Разом    | 166     | 33                 | 94               | 39                   |